# Raisa Udałoj
Raisa Siłantjewna Udałoj (ros. Раиса Силантьевна Удалая, ur. 18 lipca 1931 we wsi Osinowka w obwodzie nowosybirskim, zm. 27 stycznia 2020) – pracownica przemysłu ZSRR, Bohater Pracy Socjalistycznej (1976).

## Życiorys
Skończyła 7 klas szkoły, od 1949 pracowała w kołchozie „Rasswiet” w rejonie nowosybirskim, w 1951 skończyła kursy techniczne, w latach 1951–1989 pracowała w fabryce lotniczej im. Czkałowa w Nowosybirsku. Pracowała m.in. przy budowie MiG-a 15, MiG-a 17, MiG-a-19, Su-9, Su-11, Su-15, Jaka-28P, Su-24 i innych modeli samolotów. W latach 1981–1986 członek Centralnej Komisji Rewizyjnej KPZR, a 1986–1990 KC KPZR. Odznaczona Medalem Sierp i Młot Bohatera Pracy Socjalistycznej (8 lipca 1976), dwoma Orderami Lenina (26 kwietnia 1971 i 8 lipca 1976) i medalami.